# Kim Jun-hyung
Kim Jun-hyung (kor. 김 준형 ;ur. 4 sierpnia 1990) – południowokoreański zapaśnik walczący w stylu klasycznym. Zajął jedenaste miejsce na mistrzostwach świata w 2014. Srebrny medalista mistrzostw Azji w 2017 i brązowy w 2014. Szósty w Pucharze Świata w 2014 i czternasty 2013. Mistrz Oceanii w 2005 roku.